# Discoverer
Discoverer è il quinto ed ultimo singolo estratto dall'album Collapse into Now del gruppo musicale alternative rock statunitense R.E.M.. Il singolo è stato pubblicato il 5 maggio 2011.

## Classifiche
| Classifica (2011)               | Posizione massima |
| ------------------------------- | ----------------- |
| Stati Uniti (adult alternative) | 28                |